# Peregriny Elek
Peregriny Elek (Gálszécs, Zemplén vármegye, 1812. február 12. – Budapest, 1885. április 3.) bölcseleti doktor, pedagógus, író, a Magyar Tudományos Akadémia levelező tagja, nevelő.

## Élete
Atyja, a lengyel származású nemes Peregriny György orvos volt, Máramaros vármegye főorvosa, aki Máramarosszigetre tette át lakását. Peregriny Elek is ott végezte középiskolai tanulmányait. 1827-ben a kegyes tanítórendbe lépett, Kecskeméten két évet töltött, azután a szerzetből kilépett. Felsőbb iskoláit Pozsonyban és Pesten végezte. 1833-ban nevelő lett gróf Andrássy Károly házánál, ő nevelte Andrássy Gyula grófot három évig, s ekkor utazást tett Német- és Olaszországban. Visszatérvén, 1837-ben újra nevelőül hívták meg báró Mednyánszky Alajos házához. 1840-ben lett bölcseleti doktor. 1842-ben Angliában, Franciaországban, Németországban, Svájcban, Olaszország egy részében és Londonban tett utazást és hazatértekor Károlyi György grófnál lett nevelő.
1844-ben könyvbírálóvá nevezték ki, ezen év szeptember 3-án a Magyar Tudományos Akadémia levelező tagjául választotta. 1848-ban elvesztvén könyvvizsgálói hivatalát, Csejtén (Nyitra vármegye) mint haszonbérlő élt. A nevelés és tanítás tudományát különös szorgalma tárgyává tette, alaposan megismerkedett a külföldi, főképp a német pedagógia bő irodalmával, megkezdte irodalmi hasznos munkásságát és Campe Amerika fölfedezésének fordításával a gyermeki kedélyhez illő előadást elsajátítani iparkodott. 1848-ban a magyar királyi egyetemen a nevelés tanárává, 1849-ben közoktatási miniszteri tanácsossá nevezték ki. 1857-ben Pesten fiúnevelő intézetet nyitott, melyet 1861-ben Budára tett át. 1866-ban egyszersmind az egyetemnél mint magántanár kezdett működni. Tagja volt a pesti egyetem bölcseleti karának és a rajnamelléki enciklopédiai társaságnak. Tagja volt a pesti állami tanítónőképző igazgatóságának; több évig viselte a kisdedóvó-egyesület tanügyi szakosztályának elnökségét. Veje Neÿ Béla építészmérnök, unokája Neÿ Ákos vasúti mérnök-igazgató volt.
Cikkei a Hírnökben (1837-41. stb. sz. és Századunk 1838. 3. szám. Visszatekintés utazásomra); az Athenaeumban (1838-39., 1941., nevelési cikkek); a Hírnökben (1841. 5. sz. Vélemény a Pesti Hirlapban Almási Balogh Pál által tervezett hasznos ismereteket terjesztő társaság ügyében); a Tudománytárban (Uj folyam XI. 1842. A tanítási rendszerekről, különösen a humanismus és realismusról); a Magyar Szépirodalmi Szemlében (1847. I. 24-26. sz. Mythologia); az Egyetemes Magyar Encyclopaediának is munkatársa volt.

## Munkái
- Campe, Henr. Joachim, Amerika fölfedezése. Mulatságos olvasókönyv gyermekek és ifjak számára. Pest, 1836. Három rész (Kolumbus. Kortez. Pizarro. Ujabb kiadás. Pest, 1850.).
- Életből szedett képek csarnoka. Ifjú szivek művelésére. Pozsony, 1837.
- A magyarok története. Az ifjúság használatára. Buda, 1838. (Ism. Századunk 64. sz., 2. bőv. kiadás. Nagy-Szombat, 1840., 3. és 4. k. Pest, 5. k. 1861., 6. k. 1863., Uo. Ism. Kritikai Lapok 1862. 25. sz.).
- Bánya. Az ifjúság képzésére. Buda és Pest, 1840-1845. nyolcz füzet két kötetben, kő- és fametszetekkel. (Ezen czímmel is: A kis gyűjtő az ifjúság képzésére. A m. tud. akadémia Gorove-díját nyerte.)
- Természettörténet műtudományi jegyzetekkel. A tanuló ifjúság használatára alkalmazá ... Kiadta Olmiczer József. Buda, 1842. (Ism. Athenaeum 1843., 2. kiadás. Pest, 1844.).
- János gazda, vagy a falu barátja. Pest, 1843.
- Uj ABC, vagy ki akar magyarul és németül olvasni? Magyar és német nyelven. Négy szinezett képpel. Ugyanott, 1844.
- Mythologia. A két nembeli ifjúság használatára. Képekkel. Ugyanott, 1845. 2-ik bőv. kiadás 165 képpel. Ugyanott, 1857.
- Állatok, növények és ásványok országának természetleírása kérdések és feleletekben tanulók számára. Ugyanott, 1845.
- Olvasókönyv. Városi és falusi gyermekek számára. Ugyanott, 1846.
- Természettörténet. Az ifjúság tanítására és házi használatra. Ugyanott, 1847. 16 tábla színezett rajzzal. (Uj kiadás. Uo. 1852.)
- Olvasókönyv. A negyedik elemi osztály számára. Buda, 1847.
- Magyarország története az algymnasium használatára. Pest, 1863. (2. kiadás. Ugyanott, 1866.)
- Általános neveléstan. Uo. 1864.
- Epitome historiae sacrae, ad usum tironum linguae latinae. Auct. C. F. Lhomond. A magyar ifjúság használatára alkalmazta. Ugyanott, 1865.
- A római és görög mythologia. Képekkel. 2. kiadás. Ugyanott, 1870. (Ism. Orsz. Tanáregylet Közlönye, V. 1871-72. 246., 568. l).
- A budai m. kir. állami tanítóképezdék négy évi történetének vázlata. Bpest, 1874.